# Business Casual
Business Casual è il terzo album di inediti del duo elettrofunk canadese Chromeo, pubblicato il 13 settembre 2010 dall'etichetta discografica Big Beat.
Il disco, contenente dieci tracce, tutte composte e prodotte dagli stessi Chromeo, è stato anticipato dalla pubblicazione del singolo Night by Night, avvenuta nel 2009, e accompagnata dall'uscita di un secondo singolo, Don't Turn the Lights On. Un terzo singolo, Hot Mess, collaborazione con i La Roux, è uscito nel novembre 2010.
Il disco è stato pubblicato anche in versione deluxe, contenente, oltre alle dieci tracce presenti nell'edizione standard, diversi remix dei primi due singoli Night by Night e Don't Turn the Lights On.

## Tracce
CD (!k7 K7275CD / EAN 0730003727528)
Testi e musiche di Chromeo.
1. Hot Mess – 3:40
2. I'm Not Contagious – 3:39
3. Night by Night – 3:47
4. Don't Turn the Lights On – 4:33
5. You Make It Rough – 7:18
6. When the Night Falls – 3:45
7. Don't Walk Away – 3:31
8. J'ai claqué la ponte – 2:49
9. The Right Type – 3:54
10. Grow Up – 3:02

Durata totale: 39:58

## Classifiche
| Classifica (2010) | Posizione raggiunta |
| ----------------- | ------------------- |
| Stati Uniti       | 70                  |